# Theresa Eslund
Theresa Eslund (* 20. Juli 1986 als Theresa Nielsen) ist eine dänische ehemalige Fußballspielerin. Sie nahm mit der dänischen Nationalmannschaft an den Europameisterschaften 2013 und 2017 teil.

## Karriere

### Vereine
Nielsen begann mit dem Fußballspielen beim Rikken FC. Über Hvidovre IF und Ballerup-Skovlunde Fodbold kam sie 2009 zur Frauschaft von Brøndby IF. Mit dem Klub gewann sie 2011 bis 2013 dreimal in Folge das Double aus dänischer Meisterschaft in der 3F Ligaen und dem Gewinn des Landespokals. 2017 spielte Nielsen beim norwegischen Erstligisten Vålerenga Oslo, ehe sie zu Jahresbeginn 2018 zum Seattle Reign FC wechselte. Während des amerikanischen Winters spielte sie auf Leihbasis im australischen Sommer für Melbourne City FC. Im Januar 2020 kehrte sie zurück in ihre Heimat, wo sie wieder für Brøndby IF spielte – allerdings aufgrund der COVID-19-Pandemie erst wieder am 6. Juni 2020. Im Mai 2021 erklärte sie das Ende ihrer Karriere.

### Nationalmannschaft
Nachdem Nielsen bereits Juniorennationalspielerin gewesen war, debütierte sie im März 2008 in der dänischen Nationalmannschaft. Beim Algarve-Cup wurde sie in vier Spielen eingesetzt und erreichte mit ihrer Mannschaft das Finale, die bisher letzte Finalteilnahme der Däninnen, gegen die  USA, das aber mit 1:2 verloren wurde. Sie wurde dann im Mai auch noch in einem Qualifikationsspiel für die EM 2009 eingesetzt, für die EM aber nicht nominiert. Beim Algarve-Cup 2011 erzielte sie im ersten Gruppenspiel gegen China ihr erstes Länderspieltor zum 1:0-Sieg, dem einzigen Sieg der Däninnen bei diesem Turnier.  Ihr erstes großes Turnier war die Europameisterschaft 2013, für die sie von Nationaltrainer Kenneth Heiner-Møller in den Kader berufen wurde. Dort bestritt sie bis zum Ausscheiden im Halbfinale gegen Norwegen alle fünf Turnierspiele der Auswahl. Ihr 100. Länderspiel bestritt sie am 22. Oktober 2016 zusammen mit ihrer Namensvetterin Sanne Troelsgaard Nielsen.
Bei der EM 2017 erreichte sie mit ihrer Mannschaft das Finale, verlor das aber mit 2:4 gegen die Gastgeberinnen. Auf dem Weg dorthin schoss sie im Viertelfinale gegen Titelverteidiger Deutschland das Tor zum 2:1-Sieg der Däninnen. Für die WM 2019 konnte sie sich mit ihrer Mannschaft nicht  qualifizieren.

## Erfolge
- Dänische Meisterin: 2010/2011, 2011/2012, 2012/2013,  2014/2015
- Dänische Pokalsiegerin: 2010/2011, 2011/2012, 2012/2013, 2013/2014, 2014/2015

## Auszeichnungen
- Dänische Fußballerin des Jahres 2012.

## Privatleben
2019 heiratete Theresa Nielsen und änderte in diesem Zusammenhang ihren früheren Nachnamen Nielsen in Eslund.